# Stazione di Ikuji
La stazione di Ikuji (生地駅?, Ikuji-eki) è una fermata ferroviaria della città di Kurobe, nella prefettura di Toyama in Giappone. La stazione è gestita dalla JR West e serve la linea principale Hokuriku.

## Linee
JR West
■ Linea principale Hokuriku

## Struttura
La fermata è costituita da due marciapiedi laterali con due binari passanti in superficie. Le banchine sono collegate al fabbricato viaggiatori da un sovrappassaggio, e sono presenti servizi igienici, biglietteria automatica e una sala d'attesa.
| 1 | ■ Linea principale Hokuriku | per Itoigawa e Naoetsu |
| 2 | ■ Linea principale Hokuriku | per Toyama e Kanazawa  |

## Stazioni adiacenti
| 《                        | Servizio                  | 》                        |
| Linea principale Hokuriku | Linea principale Hokuriku | Linea principale Hokuriku |
| ------------------------- | ------------------------- | ------------------------- |
| Kurobe                    | -                         | Nishi-Nyūzen              |